# Ерек і Еніда
«Ерек і Еніда» (фр. Érec et Énide) — перший роман Кретьєна де Труа. Роман «Ерек і Еніда» займає особливе місце в літературі 12 століття. Це перший роман Кретьєна де Труа, який дійшов до нас, і також перший представник артурівського роману романською мовою. Таким чином, «Ерек і Еніда» є одночасно романом, який став шедевром перших двох третин 12 століття, а також твором, котрий поклав початок розвитку артурівського роману.

## Сюжет
Головний герой — лицар короля Артура Ерек — закохався в першу красуню двору Еніду, дочку бідного лицаря. Відсвяткувавши при дворі весілля, він повернувся до свого батька, короля Лака, і зажив щасливим подружнім життям, забувши про лицарські обов'язки. Піддані стали дорікати йому за те, що він втратив свою бойову славу, став байдужим до лицарських подвигів. Еніда дуже страждала, що через неї змінилося ставлення оточуючих до Ерека. Дізнавшись про причину сліз дружини, Ерек вирішив повернути своє добре ім'я і вирушив в авантюрні походи у супроводі своєї вірної дружини. Еніду послав поперед себе, заборонивши їй попереджати його про небезпеку. Лицар здійснив ряд подвигів, довівши свою військову майстерність. Кохання зовсім не заважало йому: навпаки, усвідомлюючи, що його кохана жінка поруч з ним, він начебто відчував друге дихання.
Одного разу, смертельно поранений, він почув, як його дружині освідчувався в коханні якийсь граф. Зібравши решту сил, Ерек піднявся, вступив у поєдинок і вбив суперника. Після цього подружжя повернулося додому, їхнє щасливе сімейне життя поновилося. Після смерті батька Ерек став королем.
Німецьку версію роману написав Гартман фон Ауе.

## Зовнішні посилання
- Erec and Enide [Архівовано 11 червня 2021 у Wayback Machine.], English translation in a freely distributable PDF document
- Аудиокнига у вільному доступі на librivox.org (Англомовний переклад) [Архівовано 11 червня 2021 у Wayback Machine.]